# Arrondissement de la Haute-Lahn
L'arrondissement de la Haute-Lahn est un arrondissement de la province de Hesse-Nassau puis de Hesse, à partir du 1er juillet 1867 jusqu'au 30 juin 1974, à la création de l'arrondissement de Limbourg-Weilbourg actuel. Le siège de l'arrondissement est situé à Weilbourg, dans le centre de la Hesse (de).

## Géographie

### Situation géographique
L'arrondissement de la Haute-Lahn est situé entre les basses chaînes de montagnes du Taunus et du Westerwald dans le centre de la Hesse (de). Une grande partie de la zone de l'arrondissement est occupée par la région de la vallée de la Lahn de Weilbourg (de). La Lahn éponyme traverse l'arrondissement du nord-est au sud-ouest.

### Arrondissements voisins
Avant sa dissolution en juillet 1974, en commençant au nord dans le sens des aiguilles d'une montre, l'arrondissement bordait l'arrondissement de la Dill, l'arrondissement de Wetzlar, l'arrondissement du Haut-Taunus, l'arrondissement de Limbourg (de) (tous en Hesse) et l'arrondissement de Westerwald en Rhénanie-Palatinat.

## Histoire

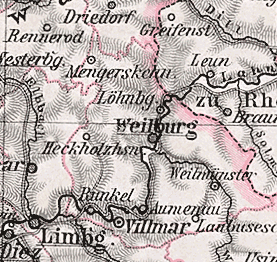
L'arrondissement de la Haute-Lahn sur une section de carte de 1905

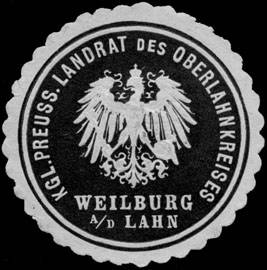
Sceau de l'administrateur de l'arrondissement royal de Prusse de l'arrondissement de la Haute-Lahn

Weilbourg, situé au-dessus d'une grande boucle dans le Lahn, à l'origine en possession des comtes conradins, est tenu par la évêques de Worms depuis le Xe siècle comme fief impérial. Les comtes de Nassau agissent comme leurs baillis à partir de 1195 et, en 1294, lorsque l'un des leurs, Adolphe, est roi de Germanie, ils acquièrent le lieu et le château comme leur propre  propriété. La ville (à partir de 1295) devient la résidence des comtes (à partir de 1737, des princes) de Nassau-Weilbourg en 1355 et le reste jusqu'en 1816.
Le comte Philippe III de Nassau-Weilbourg, qui n'a que 19 ans, appelle le pasteur protestant Erhard Schnepf à Weilbourg à l'automne 1526. Sa dispute publique dans la maison du doyen de la collégiale le 31 octobre de la même année est considérée comme le début de la Réforme à Weilbourg.
Des changements territoriaux dans les États allemands, au début du XIXe siècle, donnent naissance au duché de Nassau en 1806, dont le gouvernement est initialement détenu conjointement par le duc Frédéric-Auguste de Nassau-Usingen et le prince Frédéric-Guillaume de Nassau-Weilbourg. Après leurs deux morts en 1816, , la régence unique passe à la maison de Nassau-Weilbourg. Le magnifique château de Weilbourg (de), qui sert aujourd'hui de cadre aux concerts du château de Weilbourg (de), est désormais devancé par le château de Biebrich à Wiesbaden. Le duché de Nassau, qui combat aux côtés de l'Autriche lors de la guerre austro-prussienne en 1866, devient butin de guerre et est officiellement annexé (de) par le royaume de Prusse en octobre 1866. Le duc Adolphe se rend au Luxembourg et devient grand-duc de Luxembourg. Nassau rejoint la ville de Francfort-sur-le-Main dans le nouveau district de Wiesbaden de la province de Hesse-Nassau.
Après la prise de possession par le royaume de Prusse, l'arrondissement de la Haute-Lahn, avec Weilbourg comme siège, est formé par le décret prussien du 22 février 1867. Il est initialement composé des anciens bureaux nassauviens de Runkel (de), Hadamar (de) et Weilbourg (de).
Pendant la réforme de l'arrondissement de 1886, l'arrondissement de la Haute-Lahn est redessiné:
- À l'exception de Niedertiefenbach et Waldernbach, toutes les communes de l'ancien bureau de Hadamar sont transférées dans le nouveau arrondissement de Limbourg (de).
- La commune de Rückershausen est transféré de l'arrondissement du Haut-Westerwald (de) à l'arrondissement de la Haute-Lahn.

Après l'incorporation d'Audenschmiede à Weilmünster le 1er avril 1950, l'arrondissement comprend 64 communes jusqu'au début de la réforme territoriale en Hesse (de), dont deux, Weilbourg et Runkel, ont des droits de ville. En raison de nombreuses fusions de paroisses en 1970 et 1971, le nombre de paroisses dans l'arrondissement de la Haute-Lahn diminué de 15 en 1974
Par un contrat de changement volontaire de territoire, le 1er juillet 1974, après 107 ans d'existence, l'arrondissement de la Haute-Lahn s'est uni à l'arrondissement de Limbourg, qui a été créé en 1886, pour former l'arrondissement de Limbourg-Weilbourg Les deux arrondissements évitent donc une fusion forcée. Dans le même temps, les communes d'Altenkirchen et de Philippstein sont transférées dans l'arrondissement de Wetzlar, où elles sont incorporées à Braunfels.

## Évolution de la population
À la suite de la réforme de l'arrondissement en Prusse (de) de 1886, la taille de l'arrondissement est considérablement réduite.
| Année | Habitants | Source |
| ----- | --------- | ------ |
| 1871  | 57,043    | [ 3 ]  |
| 1900  | 39 550    |        |
| 1910  | 40 856    |        |
| 1925  | 40,163    |        |
| 1933  | 41 035    |        |
| 1939  | 41 843    |        |
| 1950  | 58 856    |        |
| 1960  | 56 000    |        |
| 1970  | 58 800    | [ 4 ]  |
| 1973  | 59 400    | [ 5 ]  |

## Politique

### Administrateurs de l'arrondissement
- 1867–1877: Oscar Hahn (de)
- 1877–1888: Karl von Schwerin (de)
- 1889–1893: Ludwig Bindewald (de)
- 1893-1900: Friedrich von der Goltz (de)
- 1898–1900: Hjalmar von Mörner (de)
- 1901-1921: Adolf Lex (de) (DVP)
- 1921-1931: Hans Jenner (de)
- 1931-1933: Walter Menzel (de) (SPD)
- 1933 (mars-oct. ): Karl Uerpmann (de) (NSDAP)
- 1933-1939: Karl Lange (de) (NSDAP)
- 1939-1942: Fritz Grauer (de) (NSDAP)
- 1943-1945: Franz Hermann Woweries (de) (NSDAP)
- 1945-1949: Albert Wagner (de) (SPD)
- 1949-1974: Alfred Schneider (de) (SPD)
- 1974: –9999 Kurt Leuninger (de) (SPD) en tant que commissaire d'État administrateur de district

### Blason
Les armoiries réunissent les armoiries de la direction historique du quartier.
Description : Quartiers, 1. en bleu avec des bardeaux dorés (jaunes) un lion d'or (Nassau), 2. en vert une croix inclinée verte accompagnée de 12 petites croix (Merenberg), 3. en argent (blanc) une croix rouge continue (Électorat de Trèves), 4e en argent trois poteaux rouges couverts par un quart libre bleu (Runkel)

## Communes
Le tableau suivant contient toutes les communes qui appartenaient à l'arrondissement de la Haute-Lahn après la réforme du district de 1886, ainsi que les données pour toutes les incorporations.  
| Commune            | incorporée à                          | Date d'incorporation |
| ------------------ | ------------------------------------- | -------------------- |
| Ahausen            | Weilbourg                             | 31 décembre 1970     |
| Allendorf          | Merenberg                             | 31 décembre 1970     |
| Altenkirchen       | Braunfels (arrondissement de Wetzlar) | 1er juillet 1974     |
| Arfurt             | Runkel                                | 31 décembre 1970     |
| Audenschmiede      | Weilmünster                           | 1er avril 1950       |
| Aulenhausen        | Weilmünster                           | 31 décembre 1970     |
| Aumenau            | Villmar                               | 1er février 1971     |
| Barig-Selbenhausen | Merenberg                             | 31 décembre 1970     |
| Bermbach           | Weilbourg                             | 31 décembre 1970     |
| Blessenbach        | Weinbach                              | 1er décembre 1970    |
| Dietenhausen       | Weilmünster                           | 31 décembre 1970     |
| Dillhausen         | Mengerskirchen                        | 31 décembre 1970     |
| Drommershausen     | Weilbourg                             | 31 décembre 1970     |
| Edelsberg          | Weinbach                              | 1er juillet 1974     |
| Elkerhausen        | Weinbach                              | 1er juillet 1974     |
| Ennerich           | Runkel                                | 1er décembre 1970    |
| Ernsthausen        | Weilmünster                           | 31 décembre 1970     |
| Eschenau           | Runkel                                | 31 décembre 1970     |
| Essershausen       | Weilmünster                           | 31 décembre 1971     |
| Falkenbach         | Villmar                               | 31 décembre 1970     |
| Freienfels         | Weinbach                              | 1er décembre 1970    |
| Gaudernbach        | Weilbourg                             | 31 décembre 1970     |
| Gräveneck          | Weinbach                              | 1 décembre 1970      |
| Hasselbach         | Weilbourg                             | 31 décembre 1970     |
| Heckholzhausen     | Beselich                              | 31 décembre 1970     |
| Hirschhausen       | Weilbourg                             | 31 décembre 1970     |
| Hofen              | Runkel                                | 31 décembre 1970     |
| Kirschhofen        | Weilbourg                             | 31 décembre 1970     |
| Kubach             | Weilbourg                             | 1er juillet 1974     |
| Laimbach           | Weilmünster                           | 31 décembre 1970     |
| Langenbach         | Weilmünster                           | 31 décembre 1970     |
| Langhecke          | Villmar                               | 31 décembre 1970     |
| Laubuseschbach     | Weilmünster                           | 31 décembre 1970     |
| Löhnberg           |                                       |                      |
| Lützendorf         | Weilmünster                           | 31 décembre 1970     |
| Mengerskirchen     |                                       |                      |
| Merenberg          |                                       |                      |
| Möttau             | Weilmünster                           | 31 décembre 1970     |
| Münster            | Selters                               | 1er juillet 1974     |
| Niedershausen      | Löhnberg                              | 31 décembre 1970     |
| Niedertiefenbach   | Beselich                              | 31 décembre 1970     |
| Obershausen        | Löhnberg                              | 31 décembre 1970     |
| Obertiefenbach     | Beselich                              | 31 décembre 1970     |
| Odersbach          | Weilbourg                             | 31 décembre 1970     |
| Philippstein       | Braunfels (arrondissement de Wetzlar) | 1 juillet 1974       |
| Probbach           | Mengerskirchen                        | 31 décembre 1970     |
| Reichenborn        | Merenberg                             | 31 décembre 1970     |
| Rohnstadt          | Weilmünster                           | 31 décembre 1970     |
| Rückershausen      | Merenberg                             | 31 décembre 1970     |
| Runkel, ville      |                                       |                      |
| Schadeck           | Runkel                                | 1er décembre 1970    |
| Schupbach          | Beselich                              | 31 décembre 1970     |
| Seelbach           | Villmar                               | 31 décembre 1970     |
| Selters            | Löhnberg                              | 1er juillet 1974     |
| Steeden            | Runkel                                | 1er décembre 1970    |
| Villmar            |                                       |                      |
| Waldernbach        | Mengerskirchen                        | 31 décembre 1970     |
| Waldhausen         | Weilbourg                             | 31 décembre 1970     |
| Weilbourg, ville   |                                       |                      |
| Weilmünster        |                                       |                      |
| Weinbach           |                                       |                      |
| Weyer              | Villmar                               | 31 décembre 1971     |
| Winkels            | Mengerskirchen                        | 31 décembre 1970     |
| Wirbelau           | Runkel                                | 31 décembre 1970     |
| Wolfenhausen       | Weilmünster                           | 31 décembre 1970     |

Entre 1867 et 1886, l'arrondissement comprend également, avant d'être incorporé dans l'arrondissement de Limbourg, la ville de Hadamar et les communes d'Ahlbach, Dorchheim, Dorndorf, Ellar, Elz, Faulbach, Frickhofen, Fussingen, Hangenmeilingen, Hausen, Heuchelheim, Hintermeilingen, Lahr, Langendernbach, Malmeneich, Mühlbach, Niederhadamar, Niederweyer, Niederzeuzheim, Oberweyer, Oberzeuzheim, Offheim, Steinbach, Thalheim, Waldmannshausen et Wilsenroth.
Du 1er octobre 1932 au 1er octobre 1933, l'arrondissement de la Haute-Lahn comprend temporairement les communes d'Emmershausen, Gemünden, Heinzenberg, Mönstadt et Winden, de l'arrondissement d'Usingen, qui est dissous pendant cette période.

## Attractions touristiques

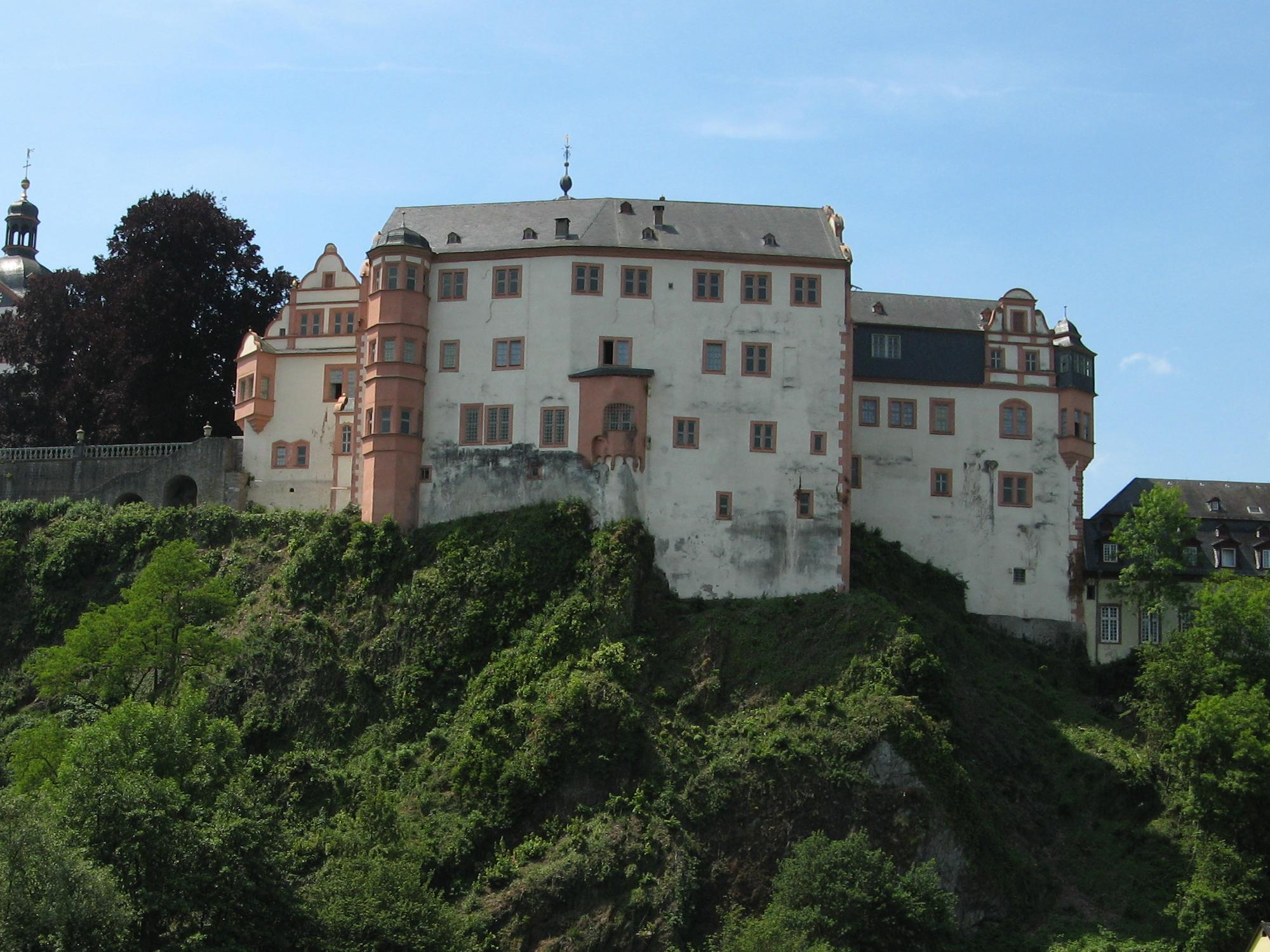
Le.

- La Lahn coule au milieu de l'arrondissement
- Le Westerwald dans la partie nord du quartier
- Le Taunus dans la partie sud du quartier
- Ville de résidence de Weilbourg avec château de Weilbourg (de) (construit en 1590) et complexe de palais (construit en 1823)
- Tunnel-canal de Weilbourg (de) (construit en 1847), grotte de cristal de Kubach (de) (découverte en 1974)
- Ruines du monastère de Beselich (de) (fondé en 1163), chapelle de pèlerinage (de) (construite en 1767) à Obertiefenbach
- Château de Runkel (de) du début du Moyen Âge (construit en 778 selon la légende)
- Ruines du château de Laneburg (de) (construit 1324) à Löhnberg
- Château de Mengerskirchen (de) (construit 1320)
- Ruines du château de Merenberg (de) (mentionnées pour la première fois en 1129)
- Pont de marbre (de) sur la Lahn (construit en 1895) à Villmar
- Kirbergturm (construit vers 1600) à Weilmünster
- Ruines du château de Freienfels (de) (construit vers 1300)

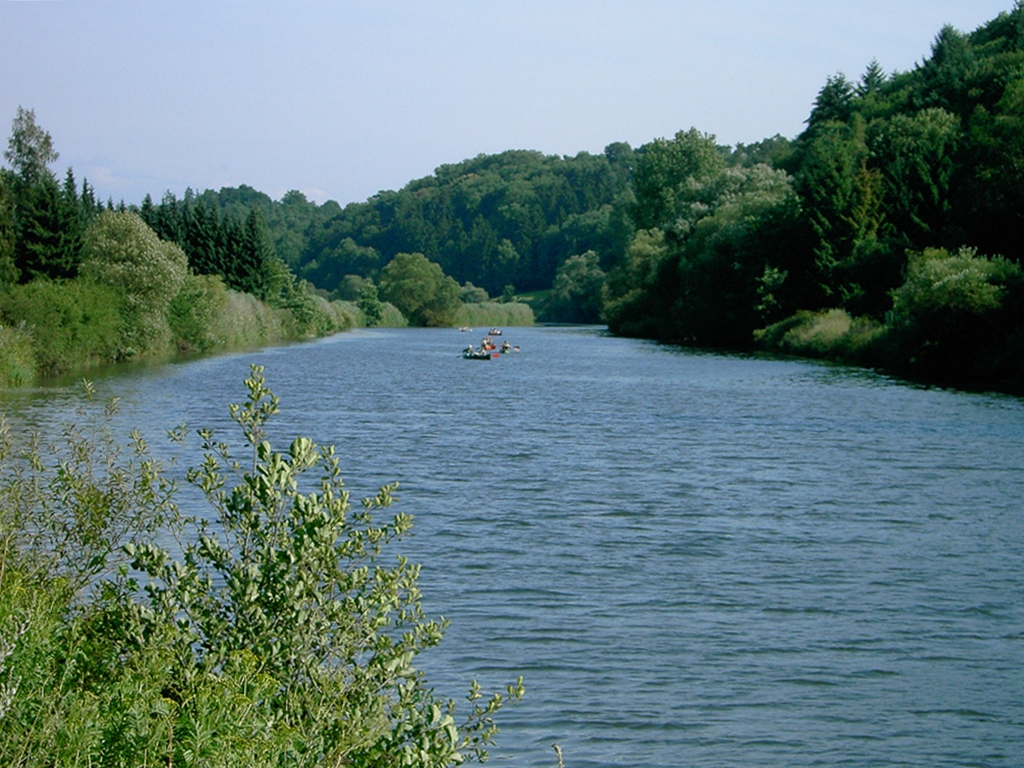
La Lahn dans l'arrondissement
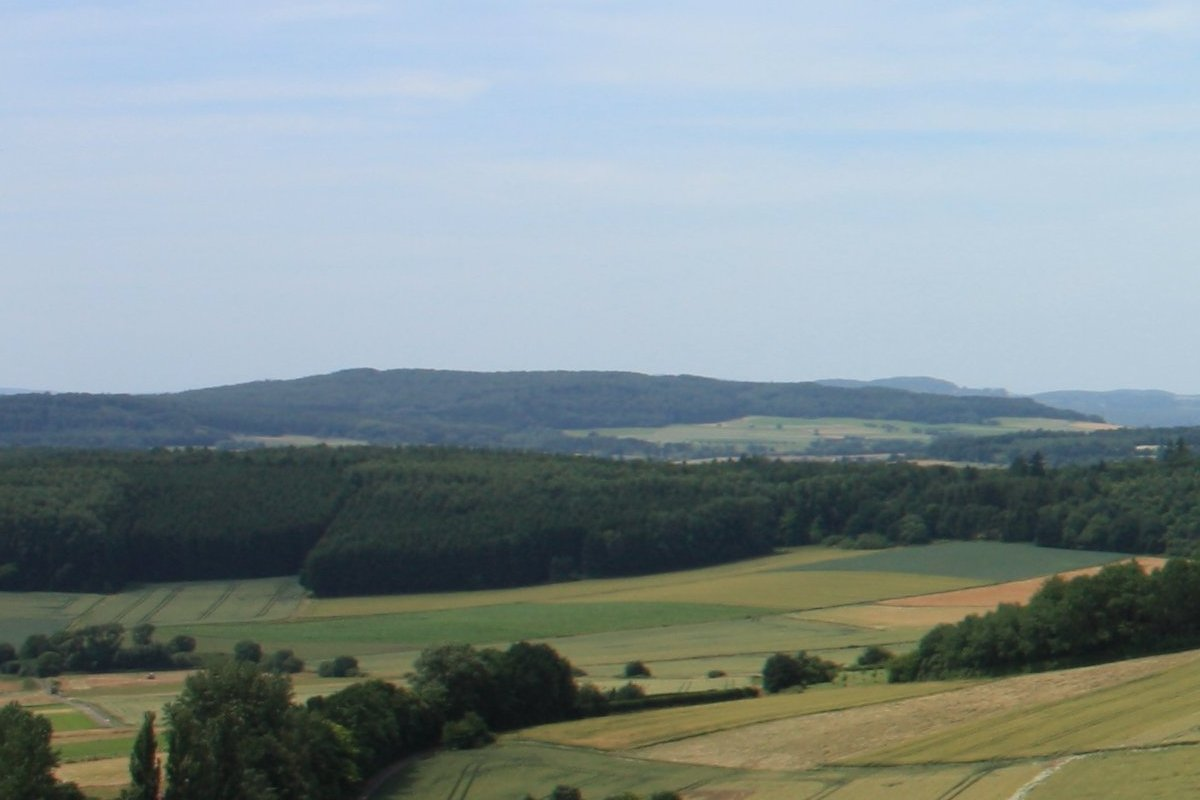
Le Westerwald dans l'arrondissement
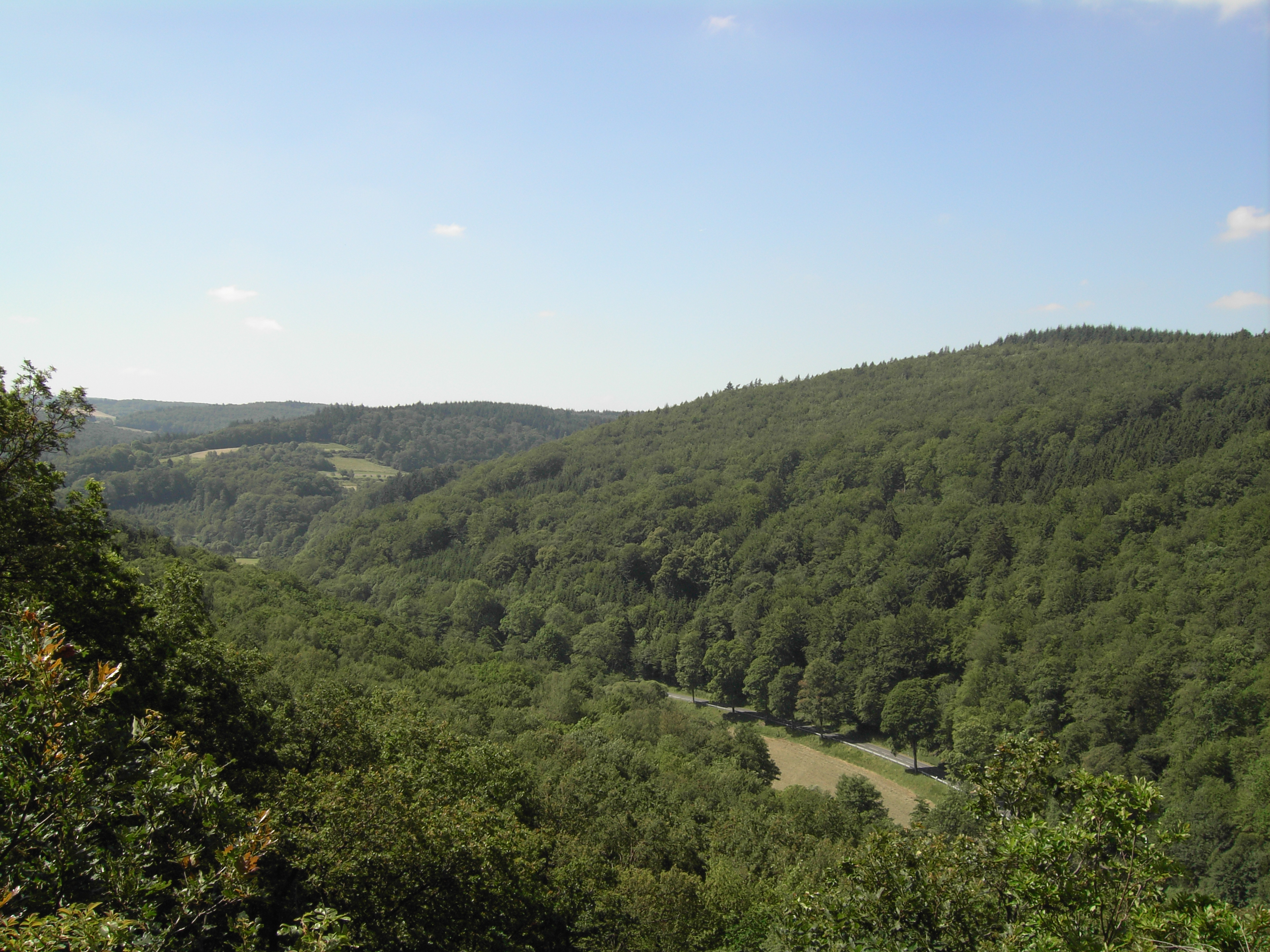
Le Taunus dans l'arrondissement
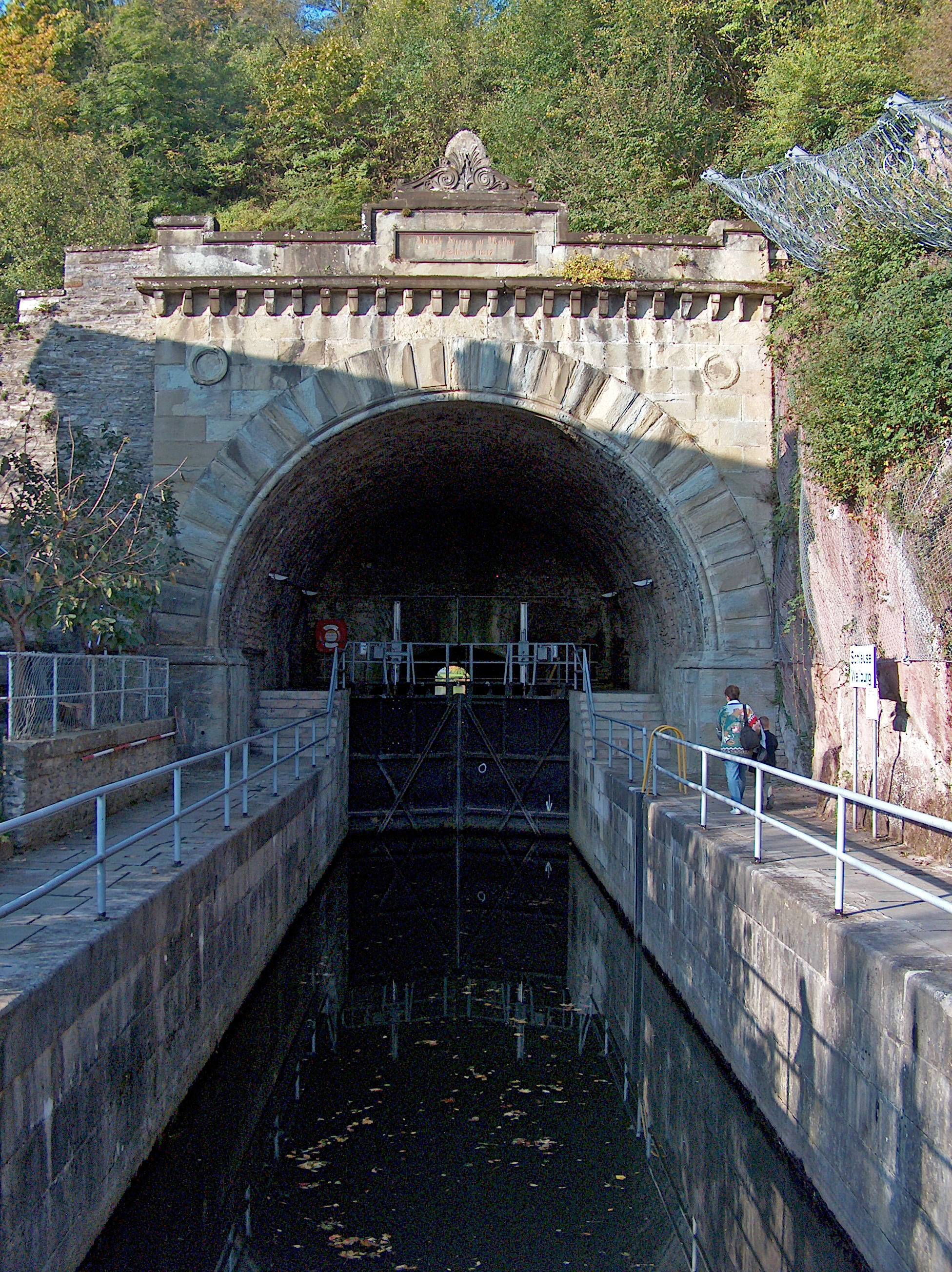
Le tunnel-canal de Weilbourg (de), unique en Allemagne
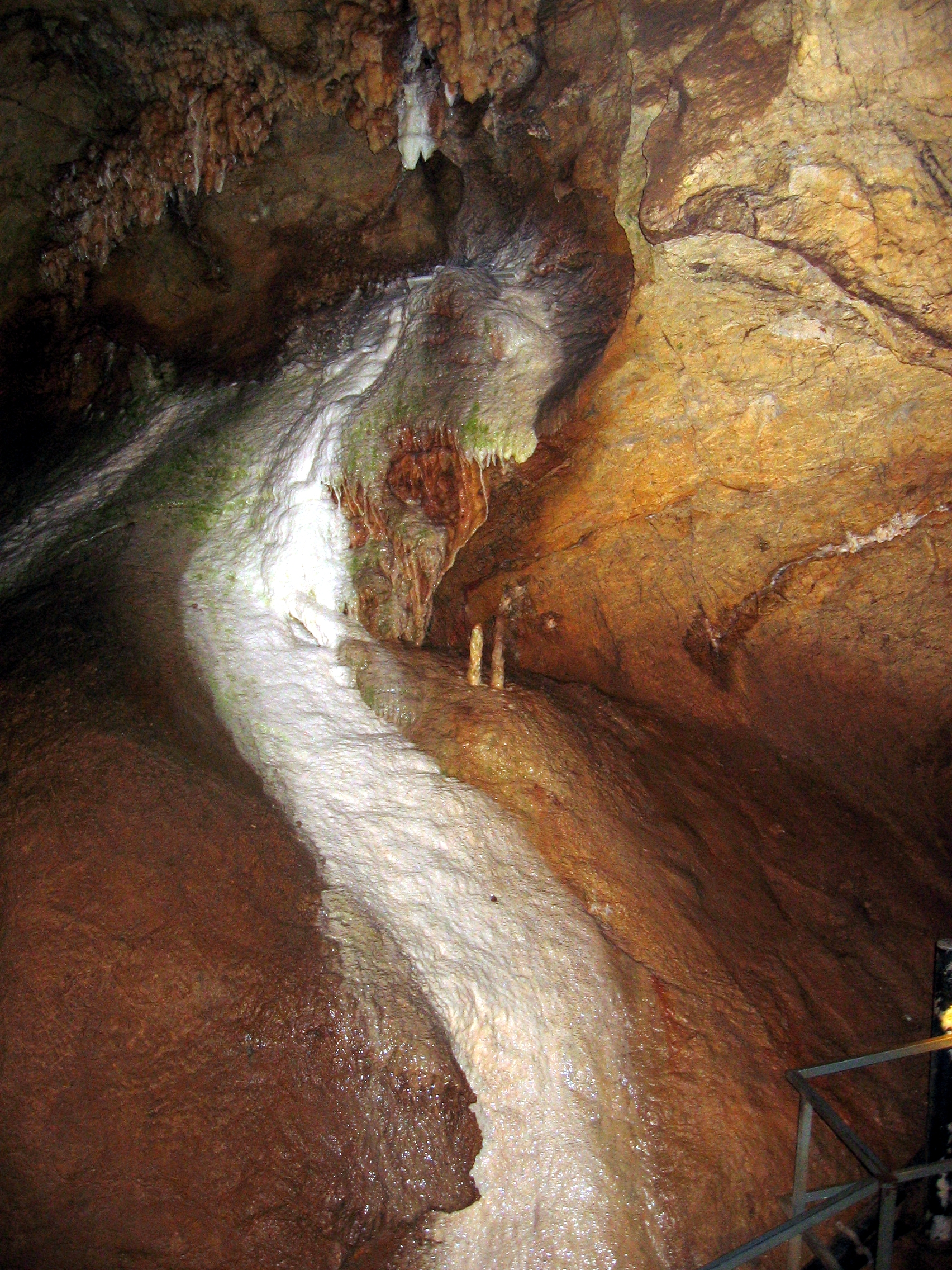
Grotte de cristal de Kubach (de) à Weilbourg
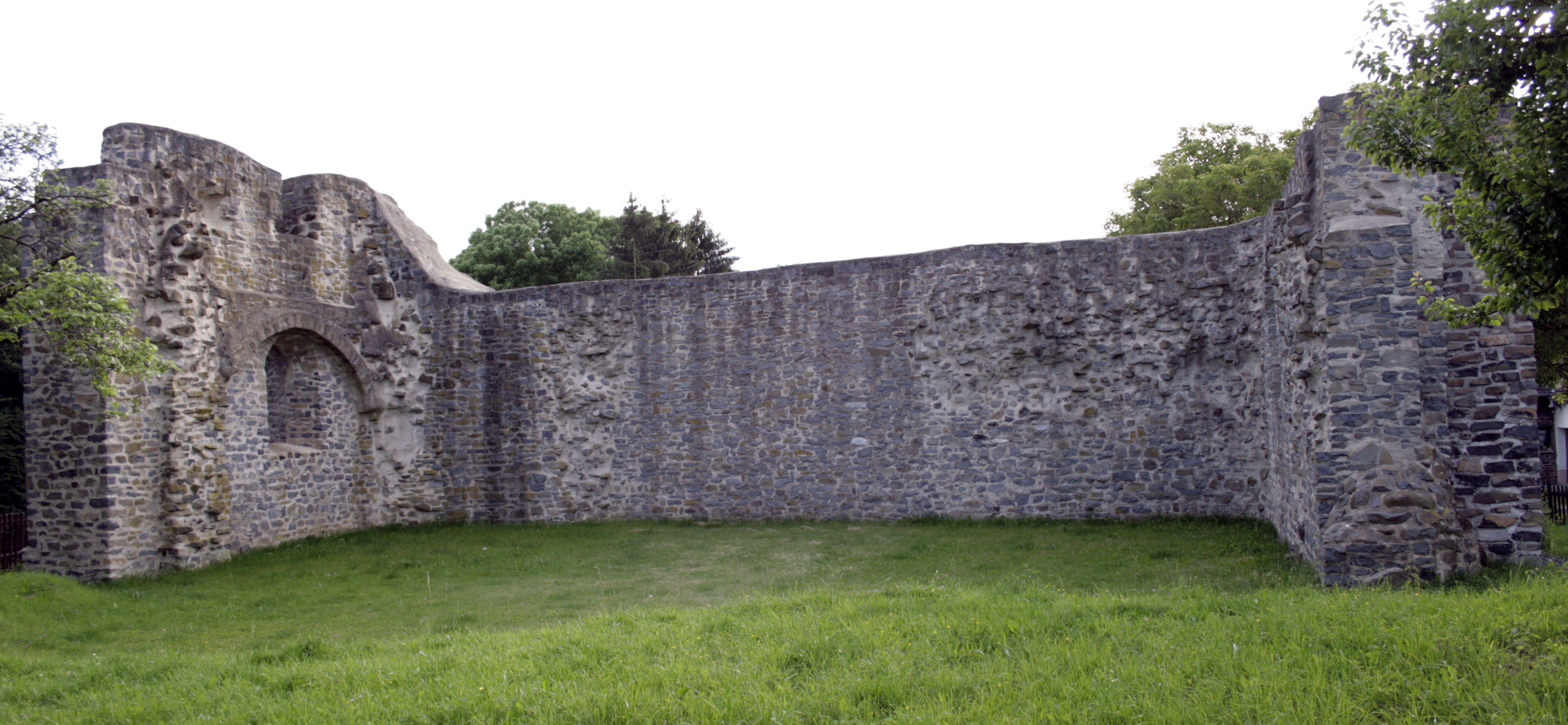
Ruines du monastère de Beselich (de) près d'Obertiefenbach
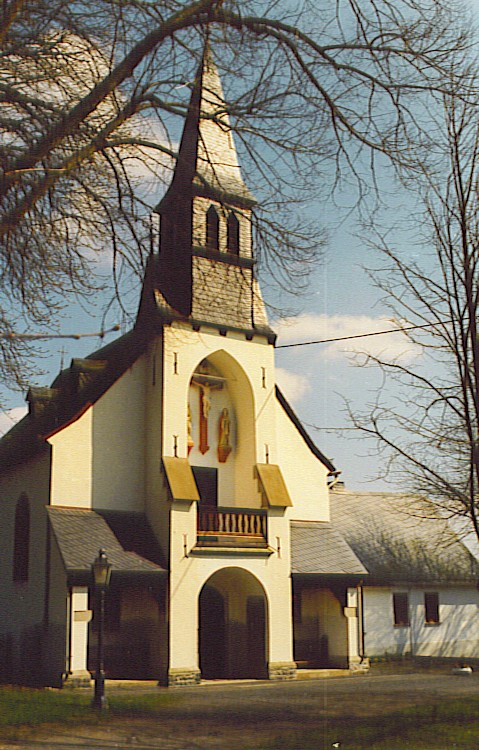
Chapelle de pèlerinage (de) près d'Obertiefenbach
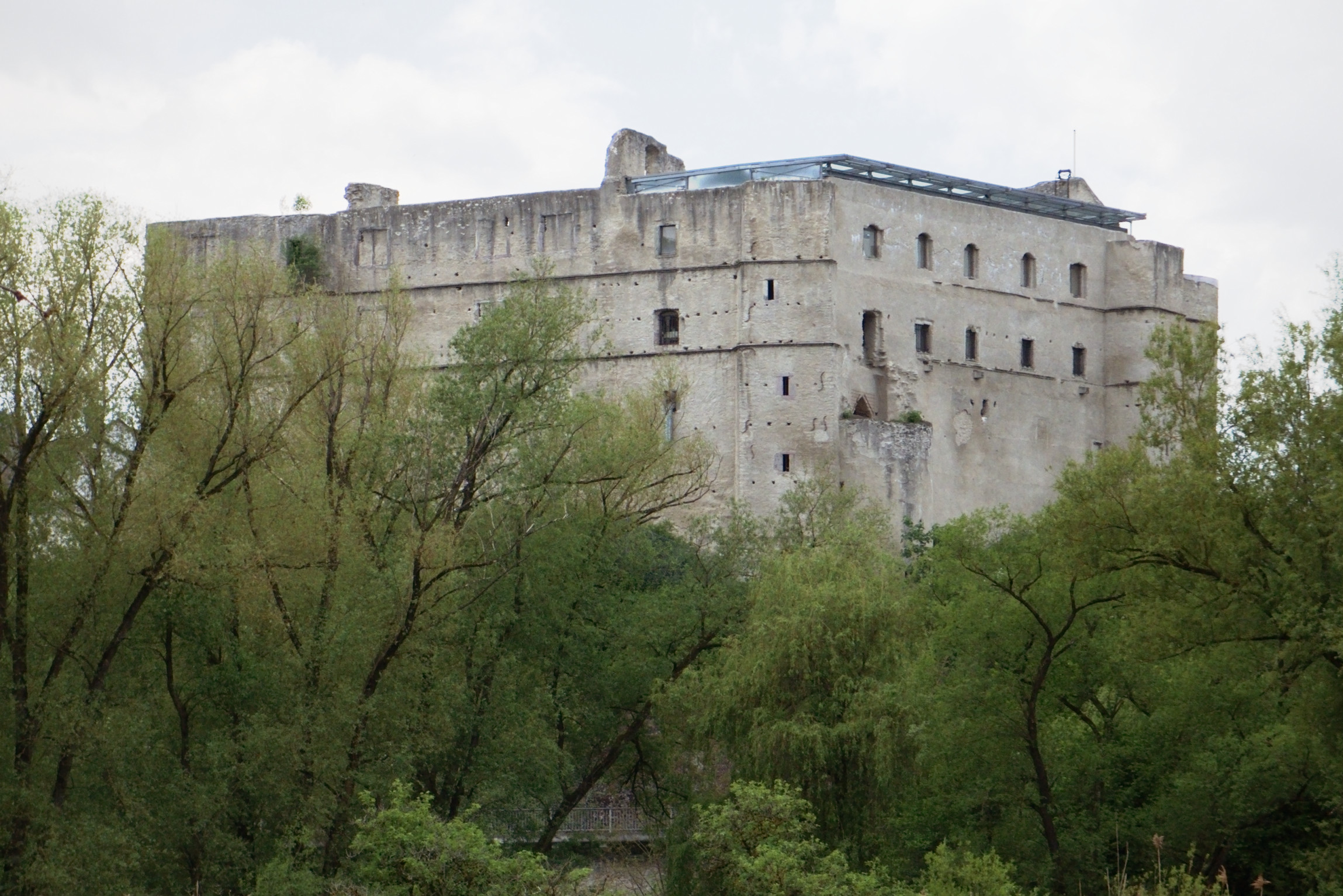
Château de Laneburg (de) à Löhnberg
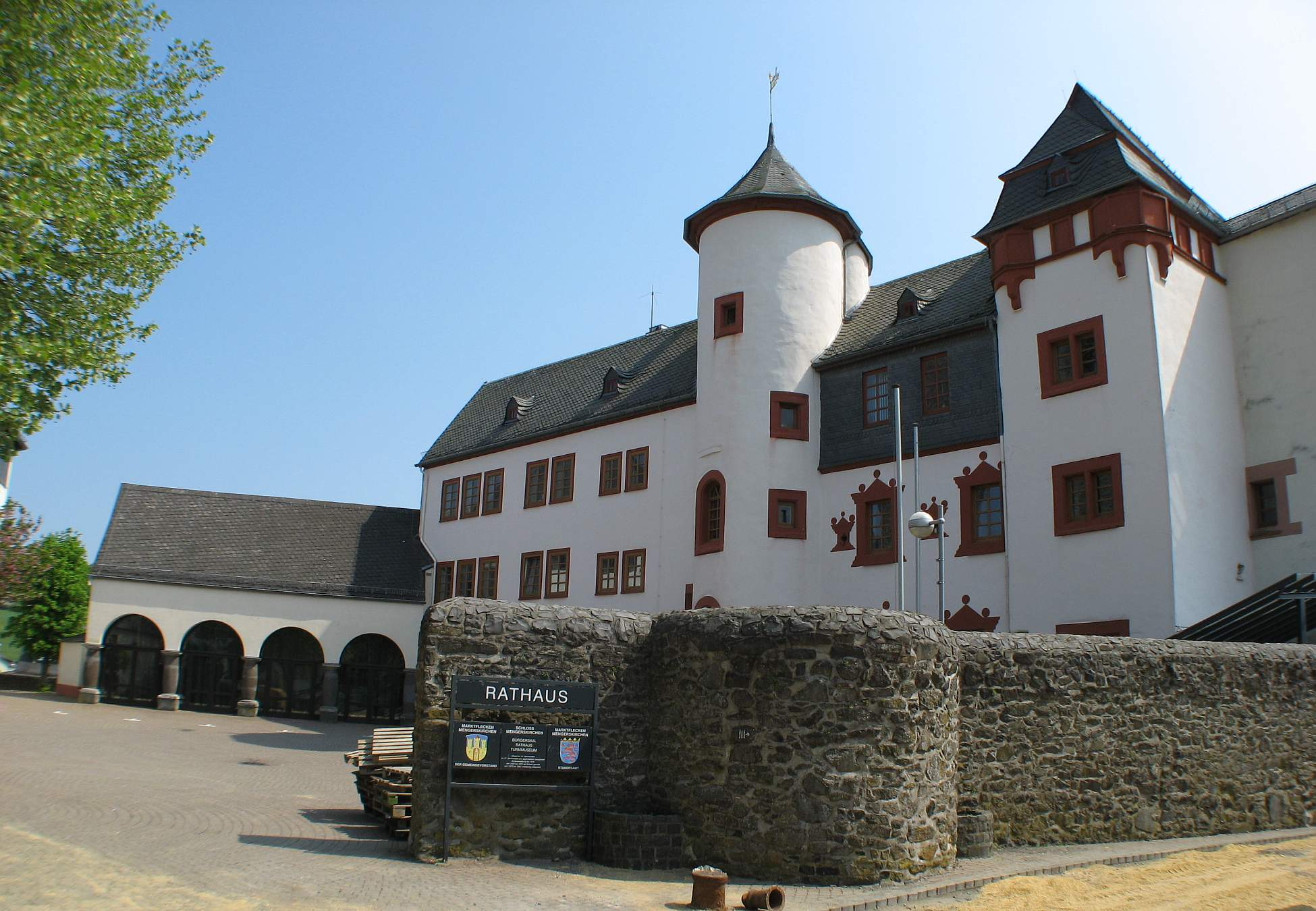
Château de Mengerskirchen (de), aujourd'hui hôtel de ville
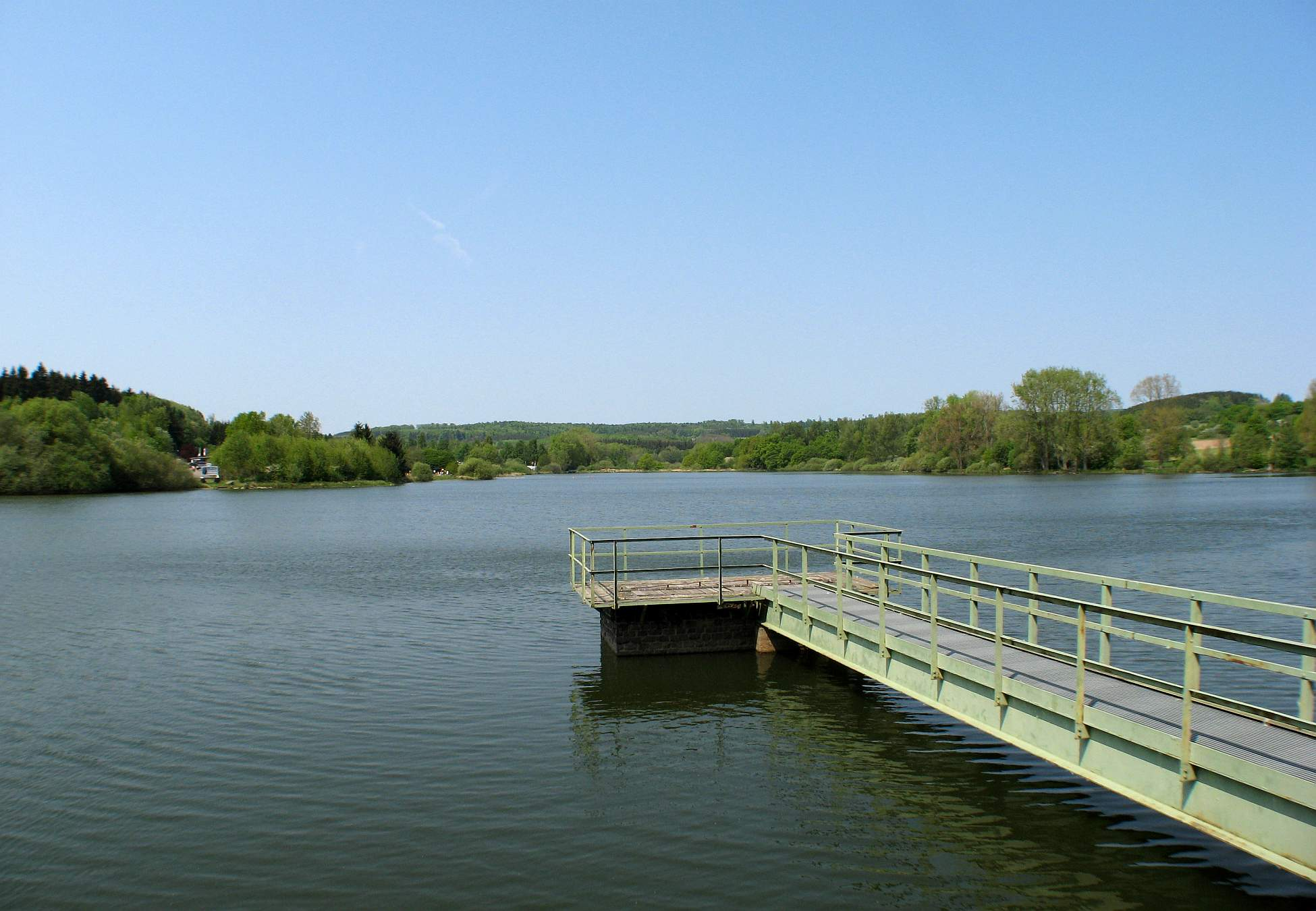
Lac de Mengerskirchen (de)
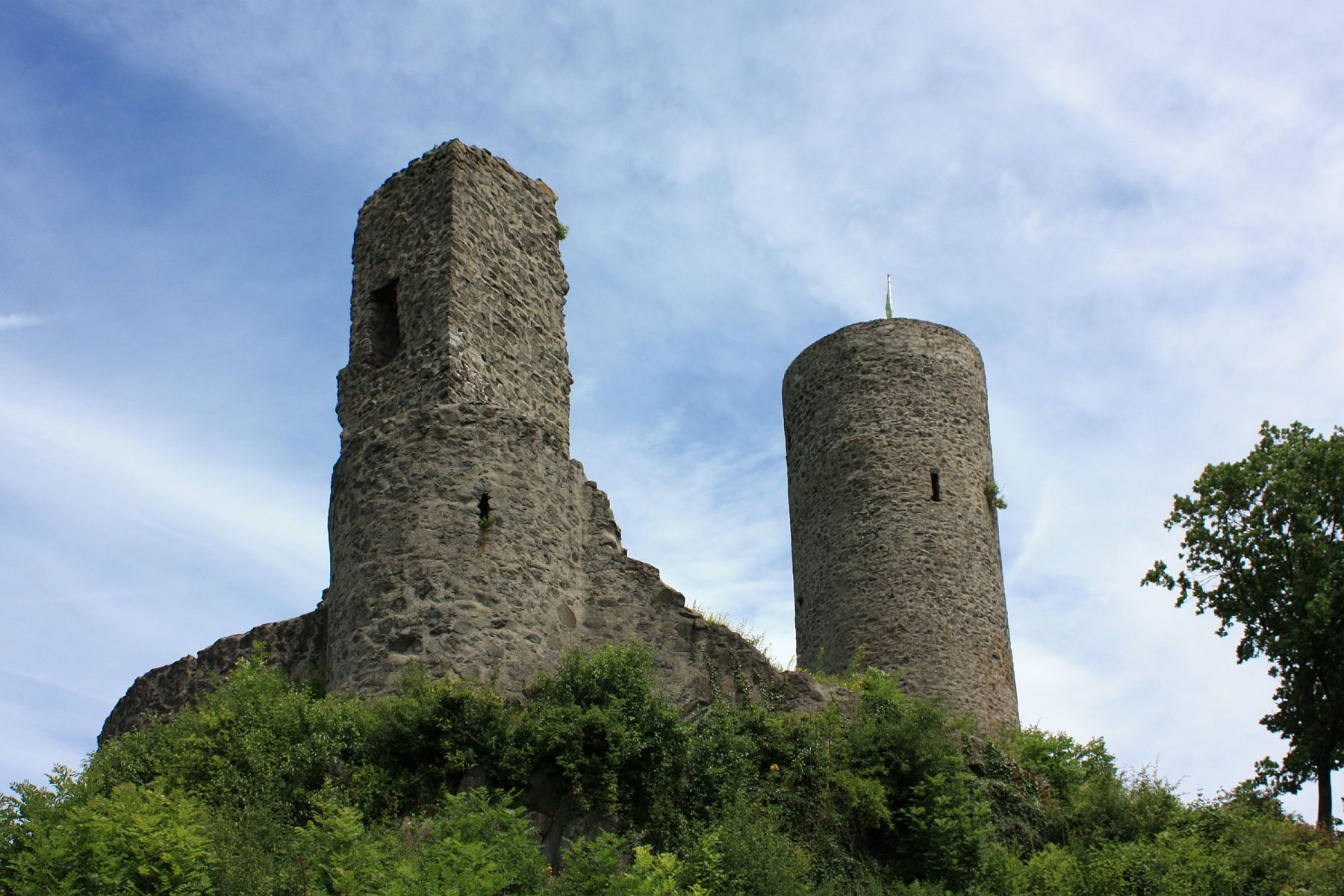
Ruines du château de Merenberg (de)
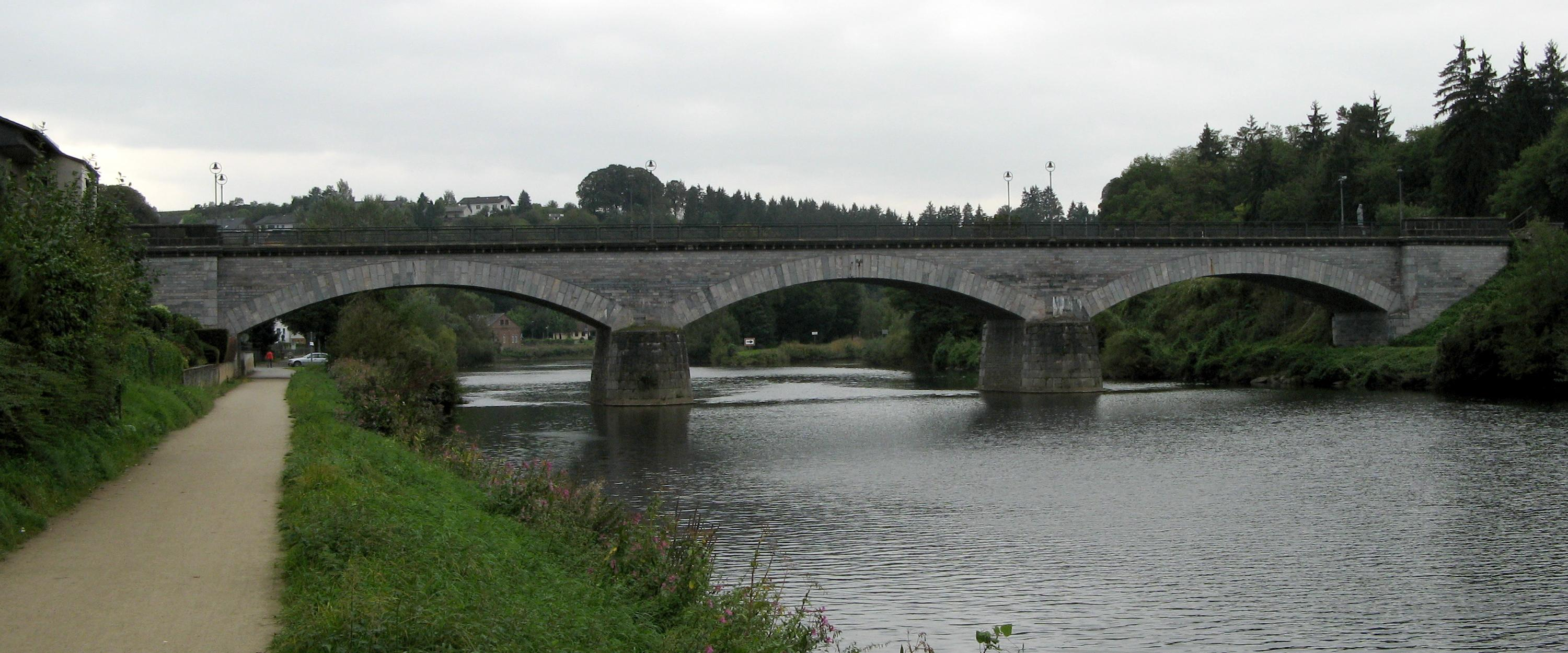
Pont de marbre (de) sur la Lahn à Villmar
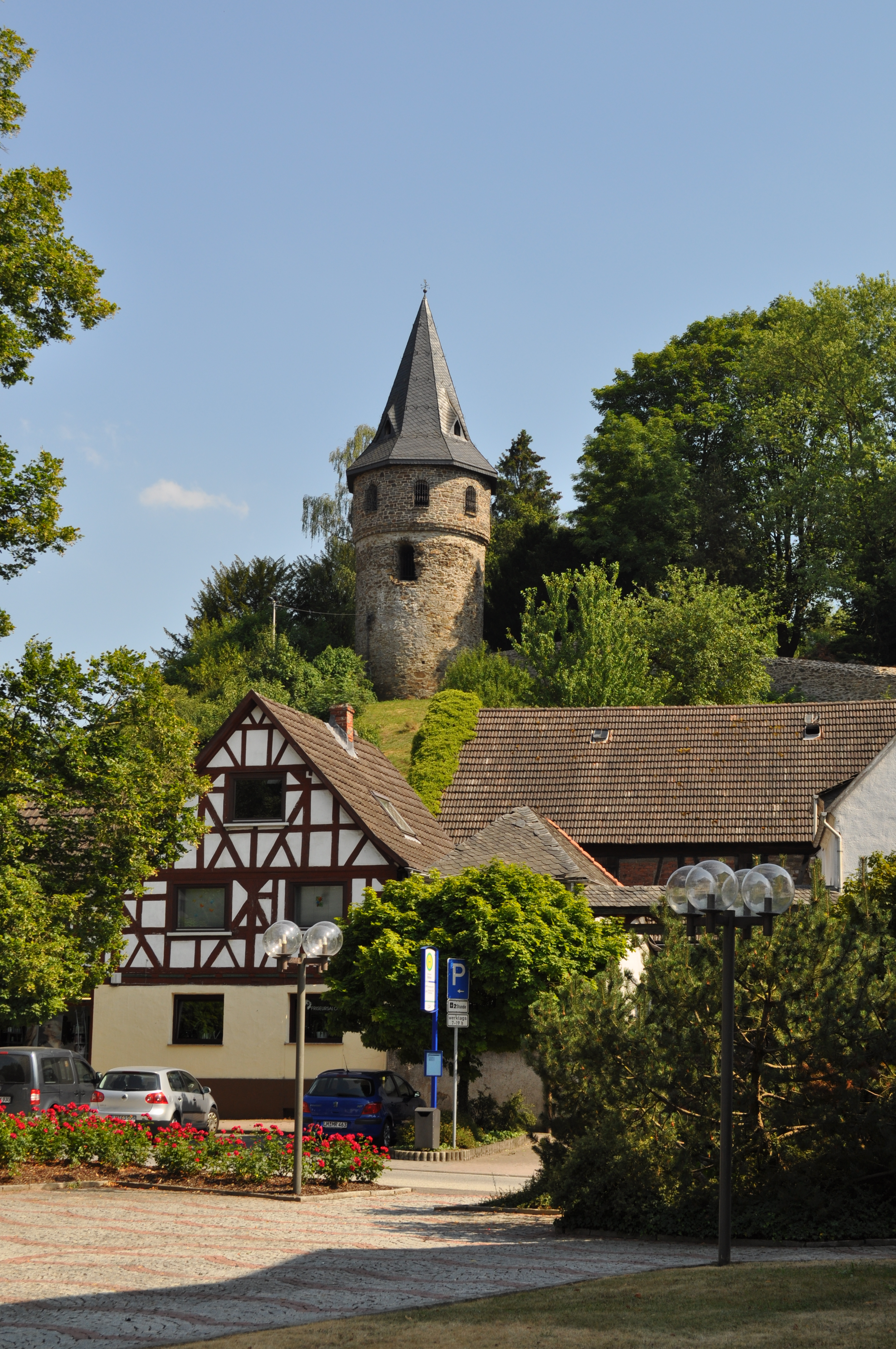
Kirbergturm à Weilmünster
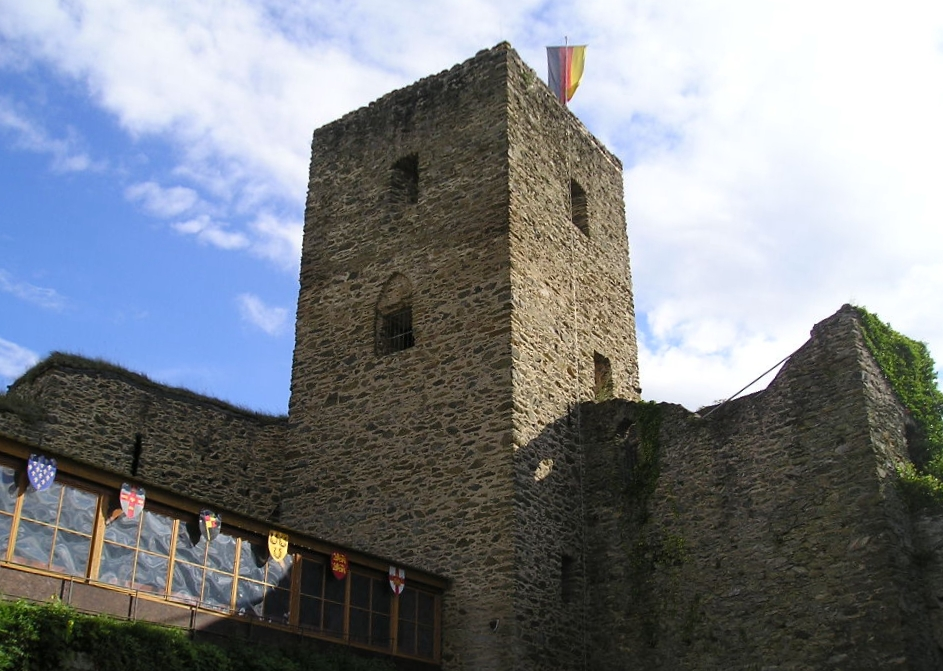
Ruines du château de Freienfels (de)

## Plaque d'immatriculation
Le 1er juillet 1956, l'arrondissement s'est vu attribuer le signe distinctif WEL lors de l'introduction du numéro d'immatriculation du véhicule, toujours valable aujourd'hui. Il est dérivé de la ville de Weilbourg et est utilisé jusqu'au 30 juin 1974. Depuis le 2 janvier 2013, il est à nouveau disponible dans l'arrondissement de Limbourg-Weilbourg.